# Stenoma nymphas
Stenoma nymphas es una especie de polilla del género Stenoma, orden Lepidoptera.
Fue descrita científicamente por Meyrick en 1916.

## Distribución
Stenoma nymphas habita en el continente de América.